# Henry Stallard
Hyla Bristow Stallard, detto Henry (Leeds, 28 aprile 1901 – Hartfield, 21 ottobre 1973), è stato un mezzofondista britannico.

## Palmarès
- Giochi olimpici

Parigi 1924: bronzo nei 1500 metri piani.